# Alfred Wesmael
Alfred Wesmael (11 de febrero de 1832 - 9 de noviembre de 1905) fue un botánico y profesor belga.
Su destacada actuación en la taxonomía le permitió ser profesor invitado de Botánica en la Universidad de Washington 

## Algunas publicaciones
- 1865. Monographie des saules de la flore belge et des espèces les plus répandues dans les cultures, memoria coronada por la "Federación de Sociedades de Horticultura de Bélgica"
- 1866. Description et histoire des végétaux ligneux qui croissent spontanément en Belgique ou qui sont cultivés dans les forêts
- 1891. Revue critique des espèces du genre Acer
- 1892. Monographie des espèces du genre Fraxinus
- 1892. Leçons préparatoires a l'étude des sciences naturelles. 32 pp., il.
- Notice sur les Tilleuls forestiers de Belgique

## Honores

### Epónimos
- (Fagaceae) Quercus wesmaelii Trel.[1]

- La abreviatura «Wesm.» se emplea para indicar a Alfred Wesmael como autoridad en la descripción y clasificación científica de los vegetales.[2]